# Voorst
Voorst es un municipio y una localidad de la Provincia de Güeldres de los Países Bajos.

## Centros de población
- Appen (cerca de un bosque donde se pueden dar bonitos paseos)
- Bussloo (con un centro de recreo con un pequeño lago y playa)
- De Kar (cerca de un cruce de autopistas; A1, Ámsterdam- Berlín)
- De Vecht
- De Wijk
- Gietelo (ruinas del castillo de Nijenbeek en el dique de IJssel)
- Klarenbeek (en parte en el municipio de Apeldoorn; pequeña estación de ferrocarril)
- Klein-Ámsterdam
- Nijbroek
- Posterenk (también cerca de la A1, con un viejo molino de viento holandés)
- Spekhoek
- Steenenkamer, en realidad en las afueras de Deventer
- Terwolde
- Teuge (con un aeródromo, donde se enseña el paracaidismo)
- Twello, a medio camino entre Apeldoorn y Deventer, que es el principal pueblo del municipio, con más de 11.000 habitantes; el ayuntamiento, algunas industrias, la mayoría de las escuelas, una estación de ferrocarril, un centro comercial, etc. se encuentran allí.
- Voorst, un pueblo antiguo a lo largo de la carretera entre Apeldoorn y Zutphen, con una hermosa y antigua iglesia; a 1 milla al sur de Voorst, se abrió otra pequeña estación de ferrocarril en 2006
- Wilp, un pequeño pueblo en la orilla del IJssel frente a Deventer; tiene una pequeña y muy antigua iglesia y un hospital para discapacitados mentales; el pueblo ya existía en 768; San Lebuinus construyó una capilla allí; el nombre supuestamente se deriva de wel-apa, es decir: agua de pozo; es posible que los celtas o germanos prehistóricos adoraran un pozo sagrado allí.

"Mapa topográfico holandés del municipio de Voorst, junio de 2015''